# Harringworth
Harringworth är en ort och civil parish i Storbritannien.   Den ligger i grevskapet Northamptonshire och riksdelen England, i den sydöstra delen av landet, 120 km norr om huvudstaden London. Harringworth ligger 51 meter över havet och antalet invånare är 247.
Terrängen runt Harringworth är huvudsakligen platt. Harringworth ligger nere i en dal. Runt Harringworth är det ganska tätbefolkat, med 160 invånare per kvadratkilometer. Närmaste större samhälle är Kettering, 19,3 km söder om Harringworth. Trakten runt Harringworth består till största delen av jordbruksmark.